# Jacques Petat
Jacques Petat, né le 19 décembre 1942 à Paris et mort le 24 août 2008 à Haguenau, est un enseignant français, critique de cinéma.

## Biographie
Venu de l'enseignement, Jacques Petat a collaboré à partir de 1975 à la revue Cinéma. Il a exercé au cours des années 1980 les fonctions de délégué général de la Fédération française des ciné-clubs. Il se consacra également à la formation en direction des animateurs de ciné-clubs ou de salles d'Art et Essai et à la réalisation de dossiers pédagogiques en particulier pour le dispositif « Collège au cinéma » initié par le CNC.

## Réalisateur
- 1991 : Le Cadre au cinéma (coréalisateur : Jacques Loiseleux ; commentaire de Jean Douchet)

## Publication
- G.W. Pabst (avec Yves Aubry), collection Anthologie du cinéma, L'Avant-scène, 1968